# Фондация „За Нов български университет“
Фондация „За Нов български университет“ (ФНБУ) е нестопанска организация в България.
Създадена е от проф. д.н. Богдан Богданов за извършване на дейности в частна полза през 2000 година. Мисията на Фондацията е да допринесе в процеса на развитие, преобразуване и модернизиране на българската образователен система в сходство със съвременните образователни и научни тенденции.
Фондацията се управлява от 2 органа – Управителен съвет и председател (д-р Георги Текев).

## Цели
Основните цели на Фондацията са свързани с ценностно развитие на гражданското обществото, реформиране на образователната и научна политика, утвърждаване на нов тип висше образование, разработване на алтернативни и нови образователни подходи, програми и звена, развитие на библиотечните колекции и ресурси на образователни и научни институции, подпомагане на изявени и социално слаби студенти и докторати и др.

## Проекти[2]
- „Програма за обучение по европейските структурни фондове – управление на проекти“, 2001 г. – издаден е сборник „Европейските структурни фондове – програмиране и процедурен механизъм“, в който са представени материали от изминалото обучения.
- „Summer Work Program in USA“, 2001 г.
- „Укрепване на капацитета на Министерството на труда и социалната политика да управлява финансирани от ЕС програми и проекти“, 2002 г.
- „Tracing Roads Across“ (ПРЕСЕЧНИ ПЪТИЩА), 2003 г. – 2006 г.
- „Насърчаване на иновациите в сектора на индустриалната информатика и вградените компютърни системи (Embedded Systems) чрез изграждане на мрежа за сътрудничество“.